# Нортамберленд-Дарем

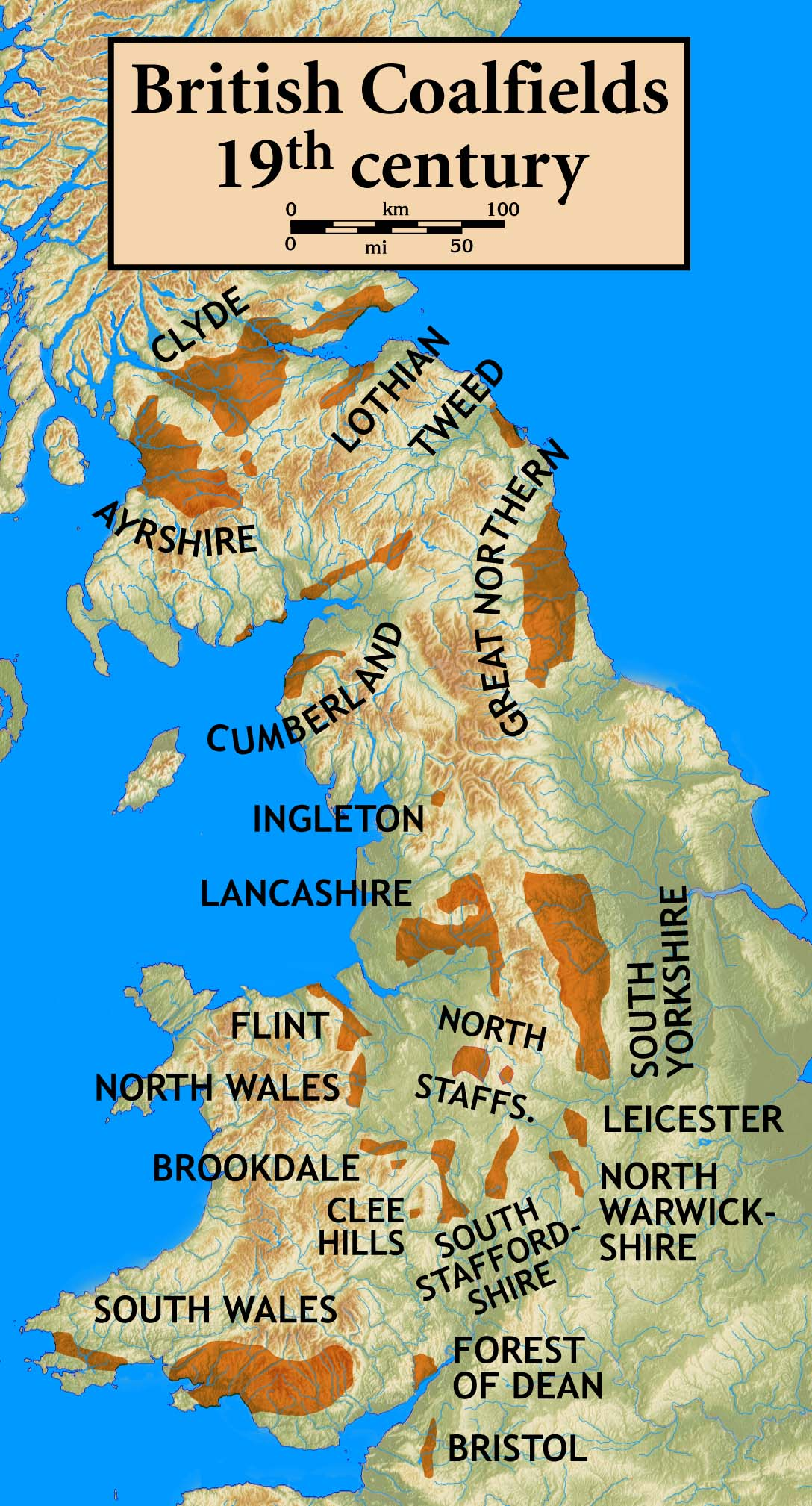

Нортамберленд-Дарем (Northumberland-Durham) — вугільний басейн у Великій Британії. Площа 2000 км², запаси 13,5 млрд т. У кінці XX ст. працювало 20 шахт із середньорічним видобутком 646 тис. т. На той час існувала тенденція до згортання вуглевидобутку.